# Iglesia de San Diego de Alcalá (Valenzuela)
La Iglesia de San Diego de Alcalá es la más antigua iglesia parroquial de Valenzuela, Filipinas. Fue construida por el Padre Juan Taranco y terminada por el padre José Valencia en 1632. Tiene la torre de campana más antigua de la ciudad.
La Iglesia de San Diego de Alcalá fue construida en 1632 en Polo, Valenzuela. Los residentes fueron trasladados a trabajos forzados para completar la iglesia después de que la ciudad obtuvo su independencia a través del Padre Juan Taranco y Don Juan Monsod.[cita requerida] El arco campanario y la entrada, que tiene más de cuatro siglos de antigüedad, son las únicas partes del edificio que aún quedan hoy en día. La estructura principal fue destruida por las bombas durante la ocupación japonesa de Filipinas, pero la torre del campanario y la puerta se han conservado.